# 迪奧里亞縣
迪奧里亞縣是印度的一個縣，位於該國北部，由北方邦負責管轄，面積2,535平方公里，每年平均降雨量864毫米，2011年人口3,098,637，人口密度每平方公里1,222人。

## 外部連結
- 官方网站

26°30′36″N 83°46′48″E / 26.51000°N 83.78000°E